# إميليو كاليغدونغ
اميليو كاليغدونغ (28 سبتمبر 1982 في الفلبين - ) هو لاعب كرة قدم فلبيني في مركز جناح ‏. شارك مع منتخب الفلبين تحت 23 سنة لكرة القدم ومنتخب الفلبين لكرة القدم. أما مع النوادي، فقد لعب مع Green Archers United F.C. ‏ وPhilippine Air Force F.C. ‏ وUnion F.C. ‏.

## وصلات خارجية
- إميليو كاليغدونغ على موقع الاتحاد الدولي (مؤرشف)  (الإنجليزية)
- إميليو كاليغدونغ على موقع قاعدة بيانات كرة القدم.إي يو (الإنجليزية)
- إميليو كاليغدونغ على موقع ناشيونال فوتبول تيمز (الإنجليزية)
- إميليو كاليغدونغ على موقع Soccerway.com (الإنجليزية)